# Перхлорат лития
Перхлорат лития — соль щелочного металла лития и хлорной кислоты. Химическая формула LiClO4. Гигроскопичен, образует несколько кристаллогидратов, наиболее устойчив трёхводный LiClO4•3H2O.

## Применение вещества
Перхлорат лития используется как окислитель в пиротехнических составах и твёрдых ракетных топливах, источник кислорода, электролит в литиевых батареях и как катализатор в реакции Бейлиса-Хиллмана.

## Получение
Перхлорат лития может быть получен обменной реакцией хлорида лития и перхлората натрия:
LiCl+NaClO4=LiClO4+NaCl
Также он может быть получен электролитическим окислением хлората лития на платиновом аноде, но этот процесс применяется редко.